# Collège du Trésorier
 (août 2007).
Si vous disposez d'ouvrages ou d'articles de référence ou si vous connaissez des sites web de qualité traitant du thème abordé ici, merci de compléter l'article en donnant les références utiles à sa vérifiabilité et en les liant à la section « Notes et références ».
Le collège du Trésorier, ou des Trésoriers, est un collège de l'ancienne université de Paris.

## Histoire

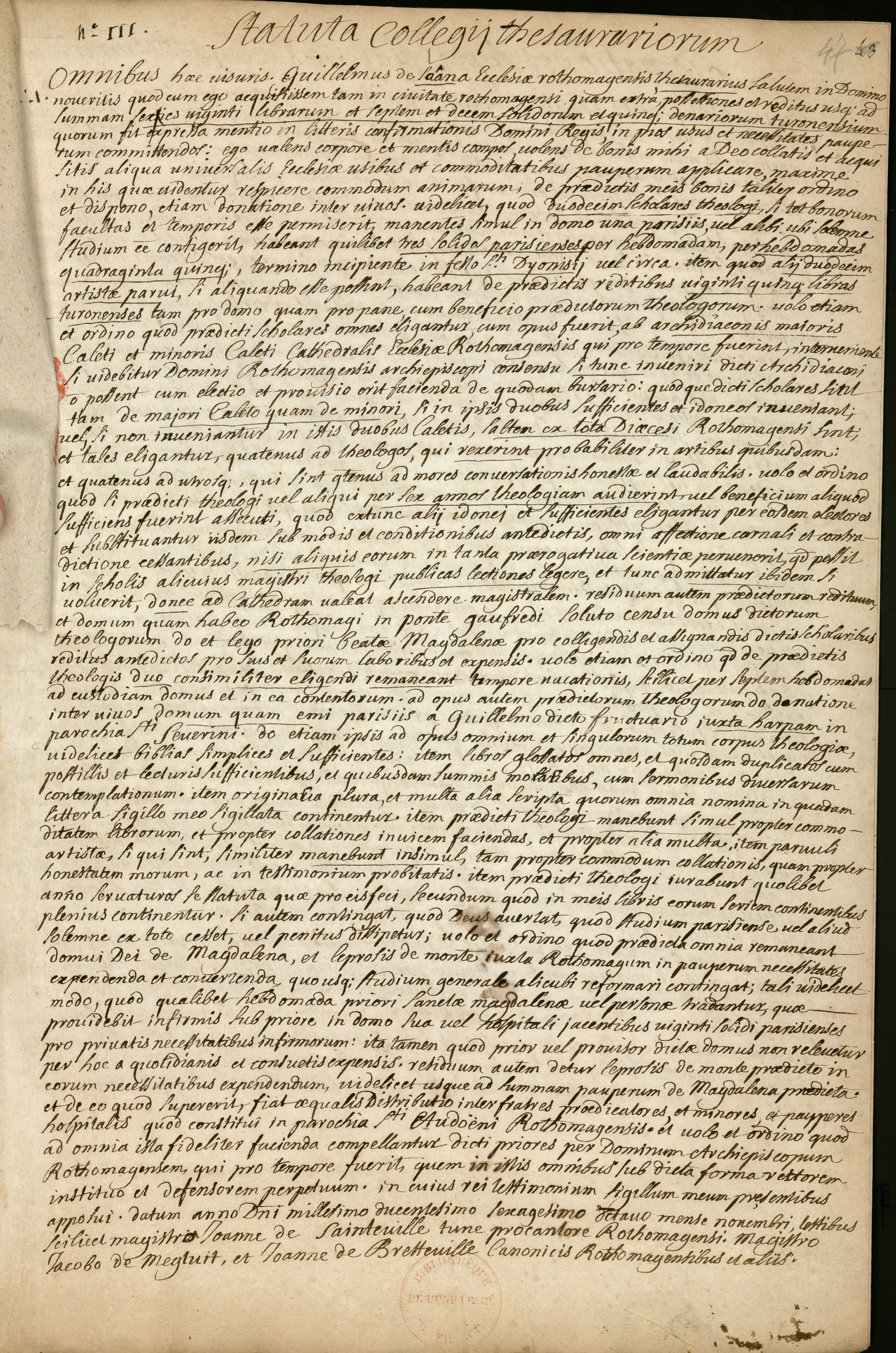
Fondation et statuts du collège du Trésorier (Bibliothèque de la Sorbonne, NuBIS)

Situé rue de la Harpe (qui jouxte, à cette époque, l'église de la Sorbonne), il est fondé en 1268 par Guillaume de Saâne, trésorier de l'Église de Rouen. Le collège accueille 24 écoliers, principalement originaires du pays de Caux (Normandie). Parmi les écoliers, douze étudient la théologie, et douze autres les arts. À l'instar d'autres collèges de l'ancienne université de Paris, la subsistance des étudiants du collège du Trésorier est assurée par un système de bourses.
En août 1369, il est fait mention de l'appropriation, par Jean de la Heuse, chevalier, des récoltes de la commune de Beuseville, appartenant alors au collège du Trésorier. En réaction à cet événement, les proviseurs et écoliers du collège du Trésorier sollicitent, avec succès, la protection du roi, formalisée dans un acte daté du 17 février 1370.
Le collège du Trésorier comprend notamment une bibliothèque, mentionnée dans les statuts de 1280. Peu de sources subsistent sur l'état du collège au cours des 13e et 14e siècles. Cependant, un inventaire de ses biens, daté de 1437 et conservé aux Archives nationales, retrace les collections de sa bibliothèque, faisant ainsi de lui l’un des rares collèges parisiens dont la bibliothèque médiévale peut être reconstituée.
À la suite des lettres patentes du 21 novembre 1763, le collège du Trésorier est intégré, avec beaucoup d'autres, au collège Louis-le-Grand. Le collège ne compte alors plus que huit boursiers.
Jean-Baptiste-Michel Renou de Chauvigné dit Jaillot, dans son ouvrage Recherches critiques, historiques et topographiques sur la ville de Paris (1773), indique que la dénomination adéquate du collège est "collège du Trésorier" et non "des Trésoriers". La raison en est que le collège fut fondé par le seul trésorier de l'église de Rouen.
Un hôtel nommé Collège des Trésoriers fut construit à son emplacement au XIXe siècle.